# Boris Kozolchyk

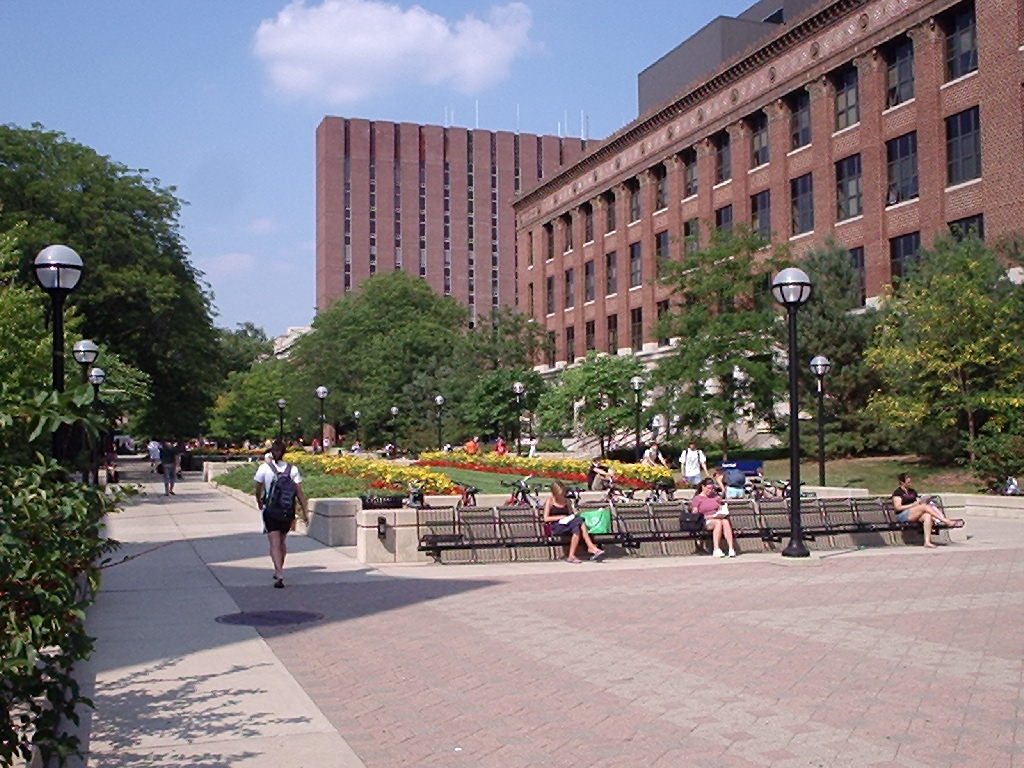
Campus central de la Universidad de Míchigan, en la cual Kozolchyk obtuvo una beca que resultó ser un hecho decisivo en su carrera docente. En dicha universidad cursó un Master en 1959, y un S.J.D. en 1965.

Boris Kozolchyk (6 de diciembre de 1934, Marianao). Se graduó en Derecho por la Universidad de La Habana, culminando un doctorado en Derecho civil en 1956. Obtuvo asimismo una Licenciatura en Derecho por la Universidad de Miami en 1959, con premio al mejor estudiante de su promoción. Después de un breve tiempo como un socio en un bufete de abogados de Miami, Kozolchyk ganó una beca en la Facultad de Derecho de la Universidad de Míchigan, donde cursó un Master en Derecho en 1959, y un S.J.D. en 1965. Fue profesor adjunto de Derecho y Director del Programa de legislación de las Américas en la Southern Methodist University School of Law en Dallas, Texas, desde 1960 a 1964. Después de un semestre en la Facultad de Derecho de la Universidad de Míchigan como profesor visitante, Kozolchyk se unió a la Corporación RAND como consultor residente especializado en el derecho y el desarrollo económico. Poco después publicó su libro, Cartas de crédito comercial en las Américas (Matthew Bende, 1966) y ganó el Premio al Mejor Libro de la Asociación Interamericana de Abogados y el premio Mejor Libro del Instituto de Gobierno español de Cultura Hispánica. El último premio consistió en una traducción al español del libro.

## Etapa docente
A su regreso a la enseñanza en los Estados Unidos en 1969, como profesor de la Universidad de Arizona, Kozolchyk publicó una importante monografía sobre las cartas de crédito para la Enciclopedia Internacional de Derecho Comparado, que le valió la reputación de ser uno de los estudiosos más influyentes en ese campo. Desde entonces, ha publicado más de cuarenta artículos sobre derecho de cartas de crédito stand-by, y Derecho comercial internacional y comparado, incluidos los estudios de referencia en los modelos de equidad en la adjudicación comercial internacional, que le valió premios de investigación de la National Science Foundation y la Fundación Dana.

## Especialista en Derecho comparado
Por sus investigaciones sobre derecho comparado e internacional, el profesor Kozolchyk es considerado una autoridad mundial sobre el derecho de cartas de crédito y garantías bancarias y ha recibido elogios de autoridades de los Estados Unidos de América, Departamento de Justicia, y asimismo de universidades europeas y de América Latina. En 1988 fue elegido Presidente de la Academia Internacional de Comercio y Consumo, el más prestigioso colectivo de los de su clase.

## En la Cámara de Comercio Internacional
En 1989, el Consejo de Estados Unidos en la Banca Internacional pidió Kozolchyk para ser su representante de Estados Unidos a la Cámara de Comercio Internacional para la redacción de la Reglas y Usos Uniformes para Créditos Documentario, la regulación más influtente de las normas comerciales habituales y derecho bancario en el mundo. Al mismo tiempo, fue miembro de la delegación de Estados Unidos ante las Naciones Unidas para la redacción de las Naciones Unidas (CNUDMI), Convención sobre Garantías Independientes del Banco y Cartas de Crédito. En 1992, Kozolchyk fundó el National Law Center for Inter-American Free Trade (NLCIFT), una institución influyente y decisiva en la redacción de la ley uniforme comercial y documentación comercial normalizado en el Hemisferio Occidental. Como resultado de este trabajo, la Oficina del Asesor Jurídico del Departamento Federal de Estados Kozolchyk nombrado como uno de los delegados de los Estados Unidos a la OEA la CIDIP V y VI y lo elogió por su trabajo en la redacción y ayudando a promulgar un tratado internacional multilateral sobre la elección de la ley sobre los conflictos contractuales y una red interamericana de Ley Modelo sobre las operaciones garantizadas. Esta Ley Modelo está siendo adoptado por varios países de América Latina.

## Distinciones y reconocimientos
Con motivo de la inauguración de la NLCIFT, el Instituto Mexicano de Investigaciones Jurídicas (Instituto de Investigaciones Jurídicas de la UNAM) le otorgó la medalla Ignacio Vallarta. Ha sido honrado asimismo con distinciones y lectorados en la Louisiana State University, la Universidad Nacional de México, la Universidad de Buenos Aires, Facultad de Derecho de la Universidad de Chile, Facultad de Derecho de la Universidad George Mason, Aix-en-Provence, Francia y la Universidad Carlos III de Madrid (España). En 2006, esta universidad española en forma conjunta, con la NLCIFT, patrocinó la publicación de una obra decisiva para la comprensión de los avances investigadores de Kocholzyk, titulada La Contratación Comercial en el Derecho Comparado. Este libro fue usado en un programa de doctorado ad hoc de la Universidad Carlos III, y se está utilizando en las escuelas y facultades de derecho en América Latina y los Estados Unidos de América. Se ha considerado por estudiosos de Europa y América como la contribución más importante a la comprensión de la función del derecho comercial en el logro del desarrollo económico.
Entre otras de sus muchas distinciones, Kozolchyk ha recibido el premio Martin Luther de Derechos Humanos de la Ciudad de Tucson, por su trabajo en la reducción de las diferencias culturales entre países de las Américas, el premio Hombre del Año, otorgado por el Comité Hispano de Acción de Profesionales, y el Premio Anual de la Democracia de la Liga de la Amistad Estados Unidos-Israel. La American Bar Association le otorgó el Premio Leonard J. Theberge por su contribución a largo plazo en la promoción del derecho internacional privado como herramienta de estudio y conocimiento del derecho. 
En 2006, el Instituto Tecnológico de Monterrey (Campus de Guadalajara), le hizo asimismo una distinción destacada. Más recientemente, en 2009, la Universidad Privada Antonio Guillermo Urrelo, ha otorgado a Kozolchyk la distinción de doctor honoris causa, en Chiclayo, Perú el 23 de abril de 2009, y a la par celebró su Primer Congreso Internacional de Derecho Contractual.